# Cousinia inflata
Cousinia inflata là một loài thực vật có hoa trong họ Cúc. Loài này được Boiss. & Hausskn. ex Boiss. mô tả khoa học đầu tiên năm 1875.